# Gaius Cornelius Cethegus
Gaius Cornelius Cethegus (derde en tweede eeuw v.Chr.) wordt door Titus Livius in zijn Ab urbe condita beschreven.
Rond 200 v.Chr. was hij proconsul in Hispania, nog voordat hij aedilis was geweest. Hij werd in abstentia verkozen tot aedilis curulis voor het jaar 199 v.Chr.. Als aedilis curulis gaf hij schitterende spelen. Als consul versloeg hij samen met zijn collega Quintus Minucius Rufus in 197 v.Chr. de Gallische stammen de Insubres en de Cenomani. In 194 v.Chr. werd hij censor en toen hij aan het eind van 193 v.Chr. zijn lustrum had gebracht, ging hij samen met Publius Cornelius Scipio Africanus maior en Minucius Rufus mee als onderhandelaar tussen Messina en Carthago.

## Antieke bronnen
Titus Livius, Ab Urbe Condita XXXI 49, 50, XXXII 7, 27-30, XXXIII 23, XXXIV 44, 62. (Engelse vertaling)